# André Schembri
André Schembri (* 27. Mai 1986 in Pietà) ist ein maltesischer Fußballspieler auf der Position eines Stürmers.

## Karriere

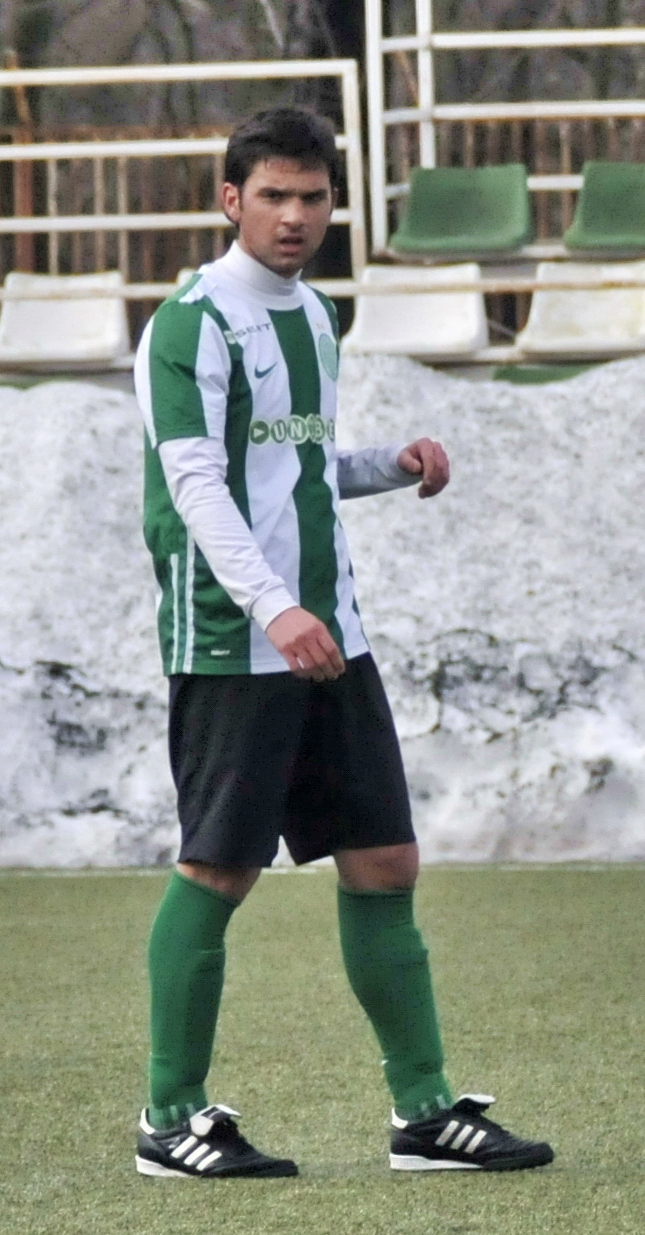
André Schembri bei Ferencváros Budapest (Februar 2010)

Schembri entstammt einer Fußballerfamilie, bereits sein Großvater Salvinu und sein Vater Eric waren maltesische Nationalspieler. André Schembri begann seine Karriere bei den Hibernians Paola und dem FC Marsaxlokk, mit dem er 2007 maltesischer Meister wurde. Zur Saison 2007/08 wurde er von Eintracht Braunschweig für deren 1. Mannschaft ausgeliehen. Insgesamt spielte er 29 Mal in der Regionalliga Nord, erzielte dabei neun Tore und gab drei Vorlagen. Er war der zweite Malteser nach Michael Mifsud in der höchsten deutschen Amateurspielklasse. Vom Verein wurde Schembri vor dem letzten Spieltag der Saison 2007/08 suspendiert, da er an einem Freundschaftsspiel der maltesischen Nationalmannschaft teilnehmen wollte, anstatt an dem wichtigen Spiel um die Qualifikation für die Dritte Liga.
Zur Saison 2008/09 wechselt er, zunächst auf Leihbasis für ein Jahr, zum Drittligisten FC Carl Zeiss Jena. Für den FC Carl Zeiss Jena schoss er zwei Tore im DFB-Pokal gegen den 1. FC Kaiserslautern und FC Schalke 04. In dieser Zeit kam er im offensiven Mittelfeld zum Einsatz.
Zur Saison 2009/10 wechselte Schembri zum SK Austria Kärnten, für den er 13 Bundesligaspiele absolvierte, dabei ein Tor erzielte und zwei Torvorlagen machte. Ende Januar 2010 bekam er zusammen mit seinem Austria-Kärnten-Teamkollegen Martin Živný eine Freigabe für einen Vereinswechsel. Nur kurz darauf absolvierte er abermals zusammen mit Živný ein Probetraining beim ungarischen Erstligisten Ferencváros Budapest und unterschrieb dort in weiterer Folge einen Vertrag. In der Saison 2010/11 erzielte Schembri 16 Saisontore und konnte damit international Interesse auf sich ziehen.
Zur Saison 2011/12 wechselte Andre Schembri zum Europa League Qualifikanten Olympiakos Volos aus Griechenland. Für Volos erzielte Schembri in 4 Qualifikations-Spielen ein Tor und gab zudem eine Vorlage. Da Volos im Anschluss aufgrund des Manipulationsverdachts in die 4. Liga abstieg, endete der Vertrag von Schembri, der nur Gültigkeit für die 1. Liga hatte.
Im September 2011 wechselte Schembri zu Panionios Athen.
Zur Saison 2014/15 wechselte Schembri von Omonia Nikosia zum Zweitligisten FSV Frankfurt. Der Vertrag wurde auf Schembris Wunsch allerdings schon Ende 2014 aus persönlichen Gründen aufgelöst.

## Nationalmannschaft
Für die maltesische Nationalmannschaft bestritt Schembri bisher 39 Spiele und erzielte dabei drei Tore. Zwei seiner drei Treffer
erzielte er im EM-Qualifikationsspiel beim 2:1-Sieg gegen Ungarn am 14. Oktober 2006. Außerdem brachte er im Spiel gegen die Türkei am 8. November 2007 mit seinem Tor Malta für zwei Minuten mit 2:1 in Führung, das Spiel endete letztlich 2:2.